# 美式中国菜
美式中国菜（英語：American Chinese cuisine）是由美國人所改造的中国菜，相比於在東亞地區來說在美國更為流行。其中，美式中国菜与一般中国菜最大的不同是烹饪和调味方式的不同。

## 历史
中國人移民美國最早始於19世紀中，台山人因為淘金熱和鐵路修建而移居舊金山。由於當時的種族歧視，華人不易找到工作，許多人只能自己開業，而中餐廳也是相當盛行的選項之一。
同一時期在美國南方，奴隸制度廢除後，南方地主引進了中國人種棉花，一些中國人在當地開設餐廳和超市。在當時的種族隔離制度下，白人不做黑人的生意，黑人沒有資本開業，而中國人可以同時做兩邊的生意。
早期中国人在小村庄裡開設提供豬排三文治、苹果派、豆類、蛋類等菜式的小餐廳。这些小型餐厅发展了模仿中国菜，结合美国人口味的美式中国菜。这些菜式最早是提供给華工食用。他們參照中国菜炒的方法發明李鴻章杂碎，且发展了非地道的中国菜模式。
至20世紀中後期，不少台灣和香港人移民美國，成為另一批美式中餐廳的業主。
至21世紀初，由於中國經濟發展，美國出現了許多較富有的中國移民和留學生，隨之而來的是針對此客群的中國餐廳，販售中國各地的菜餚（而不限於香港和台灣菜），並且大多不會針對非華裔美國人的口味改造。
2011年，美国国家历史博物馆在“酸与甜：美国的中国菜历史（Sweet & Sour: A Look at the History of Chinese Food in the United States）”专区内展示历史上美國华人的飲食文化。

## 与地道中国菜不同的特点
美式中国菜主要用蔬菜作為配菜和伴碟。中國菜會以绿叶蔬菜和肉类、海鲜為主要食材。

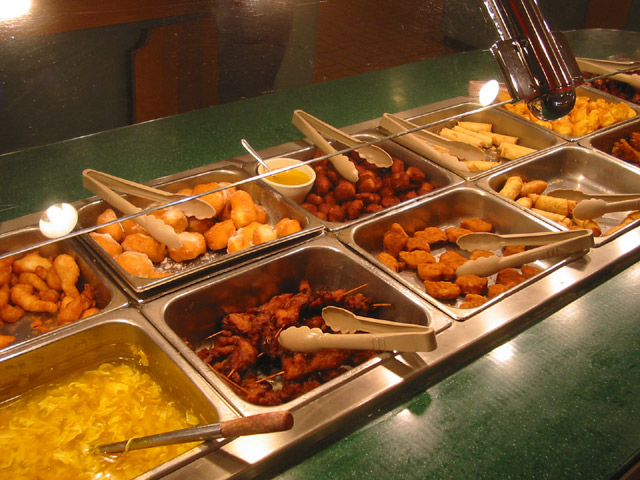
在美国的中国餐厅内的自助餐模式

當地華人的中餐館，分為「人餐」和「鬼餐」兩類，前者的主要客戶以華人為主，後者以非華人為主。對非華人顧客會提供写有英语或附带图片的菜单，對華人則提供中文菜單，推介豬肝、鳳爪或其他未必適合非華人口味的食品。
在美式中国菜中，爆炒、油煎和炸这三种用炒锅就能轻而易举完成的中餐烹調法最為常用。

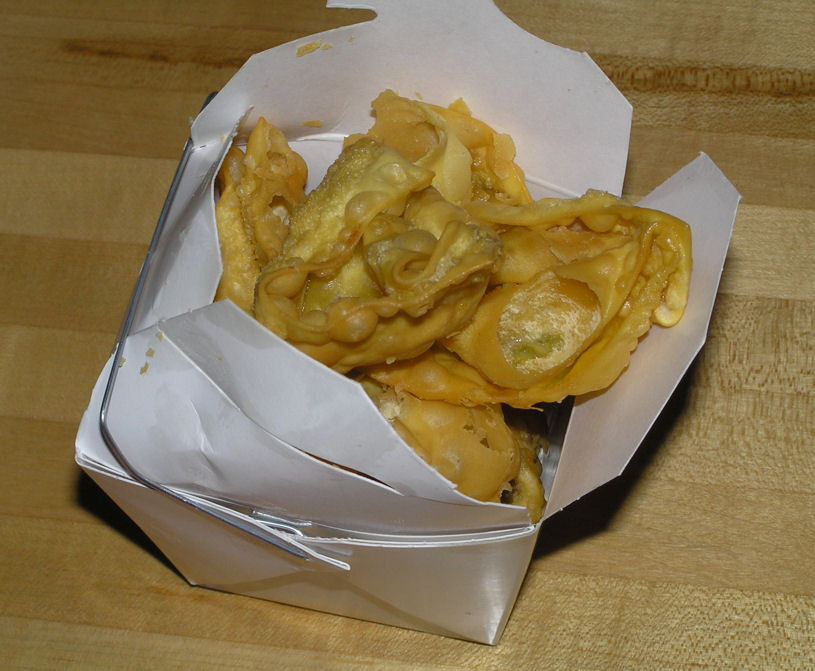
中式外卖经常都以纸板盒和金属箔打包。

炒饭在美式中国菜的烹調方式也有所不同，例如在炒饭上添加更多调味。而有些食品如点心會被改良至适合美国人的口味，例如在小炒内添加勾芡和較多酱油。而受中國菜影響而來的美式小炒會以糙米代替白米，或加上芝士粉来制作，而傳統中國菜甚少用牛奶製品。
美式中国菜餐厅通常包含中国菜各地菜譜，並改良得較清淡、較濃稠和較甜去迎合美國民眾的口味，普遍同時提供3至5個不同中國菜系的食物，例如李鸿章杂碎或回锅肉、「8种不同的酸甜小炒」或「一大堆20种不同的炒面或炒饭」。
除了源自中國的菜餚，其他諸如沙律、寿司、刺身等不属于中国菜的食品也可能出現在美式中国菜餐厅。

## 菜式

### 美式中国菜餐厅菜式
以下的菜式经常出现在美式中国菜的菜单中：
- 杏仁雞
用配有洋葱和扁桃仁(粵語稱為杏仁)混合在带有捣碎了的面糊，混在鸡肉中，并带有扁桃仁作底料的食材。
- 左宗棠鸡
雞腿肉去骨，以醬油、太白粉醃製，連皮切丁切塊，再下鍋油炸至「外乾內嫩」。然後以蔥、薑、蒜、醬油、糖、醋、乾辣椒等調味料，下腿肉一起拌炒而成[9]。
- 腰果雞丁
- 芝麻鸡（英语：Sesame chicken）
在鸡肉去骨、捣碎、油炸之后，添加了醤油、玉米粉、酒、鸡汤和砂糖而制成。特点为颜色又红又橙并带有香辣酱味。
- 中式鸡沙律（英语：Chinese chicken salad）
鸡肉切丝，与莴苣、细面条及和麻油一起蒸。这道菜在很多餐厅都会加入陈皮调味。
- 李鸿章杂碎

Chinese chicken salad各种肉类及蔬菜切碎后炒制，多以酱油调味，有时亦以白汁调味。
- 橙花雞
- 蝦龍糊
- 炸蟹角
用馄饨皮包人造蟹肉及奶油干酪炸制而成。
- 幸運曲奇
在加利福尼亚州發明的一種日式的御神籤煎餅[10]，在美國很多中餐廳於結帳時隨單附上。
- 皇家牛肉
以料酒处理过的切丝牛肉进行炸制，常置于蒸西兰花装盘。
- 青椒牛肉
主料为牛肉絲、青甜椒、蕃茄以及洋葱，并添加少量的豆芽，用盐、糖和酱油调味。
- 蒙古牛肉
炸牛肉配大葱或洋葱，并以辣味或甜味酱汁调味。
- 炸雲吞
与炸蟹角类似，但馅料多经常使用猪肉，且炸得更熟。[11][12][13][14][15][16]
- 西兰花炒牛肉
牛肉切小片，与西兰花清炒，以醬油和蠔油勾芡。[17][18][19]

#### 地区性的美式中国菜
- 炒面三明治（英语：Chow mein sandwich）（麻省东南部）

## 在美国境内的美式中国菜连锁店
- 中国海岸餐厅（英语：China Coast）
于1995年关闭；General Mills公司所開設的餐厅，由美国全国内的52家分店组成。
- 中国美食家快餐（英语：Chinese Gourmet Express）
美国各地皆有分店
- 陈丽安餐厅（英语：Leeann Chin）
曾經由General Mills公司擁有的一家餐厅，位于美国明尼苏达州和威斯康星州。
- 滿洲鑊
遍佈美国、加拿大各地及关岛、朝鲜半岛和日本的美军基地
- 熊猫快餐
分店位於美国、墨西哥[20]
- 倍味亚洲餐厅（英语：Pei Wei Asian Diner）
原为华馆的子公司，2017年底拆分
- 华馆餐厅
加中（加利福尼亚州菜+中国菜）合璧菜特征
- 起筷餐厅（英语：Pick Up Stix）
加利福尼亚州、亚利桑那州和内华达州
- 三和酒家（英语：Sam Woo Restaurant）
加利福尼亚州、内华达州
- 长城餐厅
特拉华州、新泽西州、马里兰州、维吉尼亚州、纽约州、西维吉尼亚州、南加利福尼亚州
- Stir Crazy Fresh Asian Grill
伊利诺斯州、密苏里州、威斯康星州、明尼苏达州、纽约州、佛罗里达州、印第安纳州、德克萨斯州和俄亥俄州
- Imperial Garden                                                    堪薩斯州、內布拉斯加州